# Йордан Лесов
Йордан Лесов е български боксьор, участвал в олимпийските игри в Москва 1980 г.

## Биография
Йордан Лесов е роден на 19 декември 1959 г. в село Секирово, сега квартал на град Раковски. Започва да тренира бокс в специализираната спортна школа по бокс към ДФС „Локомотив“ при основно училище „Христо Ботев“ в родното си място; първият му треньор е Любен Гаджев. Той е братовчед на олимпийския шампион Петър Лесов.
През 1980 г. участва на олимпийските игри в Москва 1980 г. в категория до 60 kg и достига до четвърт финала.

## Успехи
- Европейско първенство за мъже във Варна (1983) - бронзов медал в категория до 63,5 kg.
- Европейско първенство за мъже в Тампере (1981) - достига до четвърт финалите в категория до 60 kg.
- XXII летни олимпийски игри в Москва (1980), достига до четвърт финалите в кат. до 60 kg.